# Marek Okopiński
Marek Okopiński (ur. 8 maja 1929  w Karczmiskach, zm. 24 sierpnia 1992 w Iławie) – polski aktor i reżyser teatralny.

## Życiorys
Absolwent Wydziału Aktorskiego Państwowej Wyższej Szkoły Teatralnej w Łodzi (1953). Jego debiut aktorski miał miejsce 7 kwietnia 1951 roku na deskach Teatru Nowego w Łodzi, w roli Piereca w Poemacie pedagogicznym Antoniego Makarenko w reżyserii Kazimierza Dejmka. W 1956 roku debiutował tam jako reżyser. Był asystentem Kazimierza Dejmka, Romana Sykały i Bohdana Korzeniewskiego. Okopiński brał udział w ponad 180 realizacjach teatralnych. Był dyrektorem artystycznym Lubuskiego Teatru w Zielonej Górze (1960-1963), Teatru Polskiego w Poznaniu (1963-1967), Teatru Wybrzeże w Gdańsku (1969-1973), Teatru Polskiego we Wrocławiu (1974-1974), Teatru im. Wilama Horzycy w Toruniu (1976-1983) i Teatru Dramatycznego w Warszawie (1985-1987). Do końca życia współpracował reżysersko z Teatrem Wybrzeże oraz Teatrem Miejskim w Gdyni. Jego stałym współpracownikiem był reżyser Stanisław Hebanowski.

## Nagrody i wyróżnienia
- 1960 - Wrocław - I Festiwal Teatrów Śląska i Opolszczyzny - nagroda za najlepsze przedstawienie polskiej sztuki współczesnej: "Wielki Bobby" Krzysztofa Gruszczyńskiego w Teatrze Śląskim im. Stanisława Wyspiańskiego w Katowicach
- 1961 - Wrocław - II Wrocławski Festiwal Teatralny - nagroda za reżyserię przedstawienia "Kochankowie z Werony" Jarosława Iwaszkiewicza w Teatrze Ziemi Lubuskiej w Zielonej Górze
- 1962 - Wrocław - III Wrocławski Festiwal Teatralny - nagroda za reżyserię przedstawienia "Ryszard II" Williama Shakespeare'a w Lubuskim Teatrze Ziemi Lubuskiej w Zielonej Górze; przedstawienie uznano za najlepsze na festiwalu
- 1963 - nagroda ministra kultury i sztuki II stopnia zespołowa dla Teatru Ziemi Lubuskiej (Marek Okopiński i Stanisław Hebanowski) za działalność upowszechniającą sztukę teatralną
- 1963 - Zielona Góra - doroczna nagroda redakcji "Nadodrza" za zasługi w rozwoju kultury polskiej na środkowym Nadodrzu
- 1963 - Kalisz - III Kaliskie Spotkania Teatralne - nagroda za inscenizację i reżyserię przedstawień: "Wyzwolenie" Stanisława Wyspiańskiego i "Zejście aktora" Ghelderodego w Lubuskim Teatrze w Zielonej Górze oraz nagroda zespołowa za najlepsze przedstawienia festiwalu
- 1964 - Wrocław - V FPSW - nagroda za inscenizację przedstawienia "Kordian i cham" Leona Kruczkowskiego w Teatrze Polskim w Poznaniu
- 1965 - Kalisz - V Kaliskie Spotkania Teatralne - nagroda za reżyserię przedstawienia "Dziecinni kochankowie" Crommelyncka w Teatrach Dramatycznych w Poznaniu
- 1966 - Kalisz - VI Kaliskie Spotkania Teatralne - II nagroda za przedstawienie "Marchołta"
- 1969 - Gdańsk - Order Stańczyka za reżyserię przedstawienia "Rzecz listopadowa" Ernesta Brylla w Teatrze Wybrzeże w Gdańsku
- 1969 - Toruń - XI FTPP - wyróżnienie za reżyserię przedstawienia "Kordian" Juliusza Słowackiego w Teatrze im. Wilama Horzycy w Toruniu
- 1972 - Nagroda im. Tadeusza Boya-Żeleńskiego za kierownictwo artystyczne Teatru Wybrzeże
- 1973 - Gdańsk - Nagroda Widzów im. Iwo Galla dla najlepszego reżysera roku 1972 oraz nagroda za najlepsze przedstawienie roku 1972 "Burzę" Shakespeare'a w Teatrze "Wybrzeże" w Gdańsku
- 1977 - Toruń - Złota Kareta - nagroda w plebiscycie czytelników "Nowości" za reżyserię przedstawienia "Horoskop" Jerzego Surdykowskiego w Teatrze im. Wilama Horzycy w Toruniu
- 1980 - Wyróżnienie za reżyserię przedstawienia "Gniazdo głuszca" Wiktora Rozowa w Teatrze im. Wilama Horzycy w Toruniu
- 1980 - Toruń - XXII FTPP - nagroda za reżyserię przedstawienia "Pani Wdzięczny Strumyk" Hsiunga w Teatrze im. Wilama Horzycy w Toruniu
- 1982 - Toruń - XXIV FTPP - Nagroda MKiS za realizację polskiej sztuki współczesnej "Ułani" Jarosława Marka Rymkiewicza w Teatrze im. Wilama Horzycy w Toruniu
- 1983 - Nagroda „Trybuny Ludu”[6]
- 1983 - Nagroda MKiS II stopnia za osiągnięcia w twórczości reżyserskiej i kierowaniu teatrem
- 1983 - Toruń - XXV FTPP - nagroda za reżyserię przedstawienia "Don Juan wraca z wojny" Odona von Horvatha w Teatrze im.Wilama Horzycy w Toruniu
- 1985 - Nagroda tygodnika "Przyjaźń" "za wielokrotne konsekwentne realizowanie na scenach polskich szczególnie wartościowych literacko i problemowo sztuk współczesnych"
- 1986 - Nagroda im. Wandy Wasilewskiej za działalność służącą umacnianiu przyjaźni pomiędzy Polską a ZSRR oraz krzewieniu wiedzy o Kraju Rad
- 1986 - Medal z okazji 40-lecia Teatru Wybrzeże

## Odznaczenia
- 1962 - Złoty Krzyż Zasługi[3]
- 1963 - Zasłużony Działacz Kultury
- 1966 - Odznaka za zasługi dla Ziemi Lubuskiej
- 1970 - Krzyż Kawalerski Orderu Odrodzenia Polski
- 1977 - Zasłużony dla województwa toruńskiego